# Nasszer-tó
A Nasszer-tó Egyiptom és Szudán határán található. Helyi neve arabul: بحيرة ناصر (Buhajrat Nászer). Mesterséges létesítmény, az Asszuáni-gát által felduzzasztott Nílus vizét fogadja be. Célja a folyam áradásainak szabályozása és elektromos áram termelése. Két szakaszban alakult ki 1958 és 1970 között, Gamal Abden-Nasszer egyiptomi köztársasági elnök idejében. Egy része átnyúlik a szomszédos  Szudánba, a történelmi Núbia területre, mely egykor Egyiptomhoz tartozott. A szudáni részt sokszor Núbiai-tó néven is említik (arabul: بحيرة نوبية, Buhajrat Nubija).

## Földrajzi elhelyezkedése és története
A Nasszer-tó gyakorlatilag teljesen lefedi a történelmi Núbia területét, amely a Nílus első- és negyedik zuhataga között, Elephantiné és Kerma között helyezkedett el. Ezen a területen a folyam mélyen bevágta magát az alapkőzetekbe, ezért vált alkalmassá a térség egy tározó létrehozására. Az 550 kilométer hosszúságú tó déli vége közel van a Ráktérítőhöz.
Az ókori Egyiptom déli határánál, Abunál kezdődik a tó, és a Vádi Halfa magasságában ér véget, ahol az ókori egyiptomiak még gyakran megfordultak. Már a 0. dinasztia (Nagada kultúra) uralkodói hagytak itt feliratokat. Ezen a szakaszon élt a núbiai A csoport, a korabeli egyiptommal egyenrangú kultúrájával, majd a C csoport északi népessége. A Kerma kultúra is megtalálható itt, majd az időszámításunk kezdete körül az ismeretlen származású X csoport.
A C- és az X csoport közötti időszakban Egyiptom uralta a térséget, a középbirodalom korában tizenkét erőd épült, amelyekről ma sem tudni, milyen déli fenyegetés miatt kellett ide telepíteni őket. Az újbirodalom idején az alsó-núbiai népesség asszimilálódott, és átvette az egyiptomi kultúrát, később meghódították Egyiptomot is (Pjanhi).

## Létrejötte
Az első Asszuáni-gát 1899 és 1902 között épült, amelyet további két alkalommal megmagasítottak. Az 1950-es években már nem volt mód tovább emelni a vízszintet, ezért új gátat terveztek néhány kilométerrel feljebb. Az 1950-es évek során Egyiptom népessége jelentős mértékben nőtt meg. Mind a csecsemő- és gyermekhalandóság nagyarányú csökkenése, mind az átlagéletkor emelkedése emelte a lélekszámot, 1956-ra huszonhatmillió főre emelkedett.
Az építkezés pénzügyi fedezete az egyiptomi tulajdonba kerülő Szuezi-csatorna üzemeltetése lett volna, azonban a szuezi részvények értéke azonnal a nullára esett vissza, ahogy Egyiptom rátette a kezét. Az első tervek szerint az Amerikai Egyesült Államok és a Világbank finanszírozta volna, de az egyiptomi–szovjet kereskedelmi egyezmények hatására elálltak ettől. A szuezi válságot követően a Szovjetunió vállalta a segítséget. 1958. október 23-án írták alá Moszkvában a gátépítésről szóló egyezményt.
A Nagy Gát építése szimbolikusan 1960. január 9-én kezdődött, amikor Gamál abd en-Nászer elnök személyesen indította be az első robbantást. Az UNESCO már március 8-án kiadta felhívását a Nasszer-tó várható kárainak enyhítésére. Itt nem természeti katasztrófáról volt szó, hanem elsősorban az emberiség történelmének öt évezredének megmentéséről, vagy legalább a lehetőségek szerinti kutatásáról. A világfelhívás az egyiptomi és szudáni kormányok megkeresésére jött létre, mivel egyik ország sem tudta biztosítani a régészeti feltárásokra az anyagi eszközöket és szakembergárdát, de mindkettő szerette volna a rendelkezésre álló rövid idő alatt a lehető legnagyobb mértékben megismerni saját múltját. Ennek köszönhetően szinte példátlan módon felajánlották, hogy a régészeti leletek a megtalálók országát illetik.
A 20. század első felétől kezdve az első gát építése és kétszeri magasítása miatt a térségben lakó núbiaiak többször költöztek el otthonaikból az emelkedő vízszint miatt. A Nagy Gát építése során a történelmi Núbia teljes lakosságát kitelepítették, részben Egyiptomba, részben Szudánba, mivel a víz magassága miatt a folyamvölgy lakható területei teljesen elfogytak. Sőt az 1990-es években a környező vádik kimosódásával, a szokatlanul sok közép-afrikai csapadék és a víz átszivárgása miatt létrejöttek a Nasszer-tótól nyugatra a Szaharában a Toska-tavak.

## Jelenleg

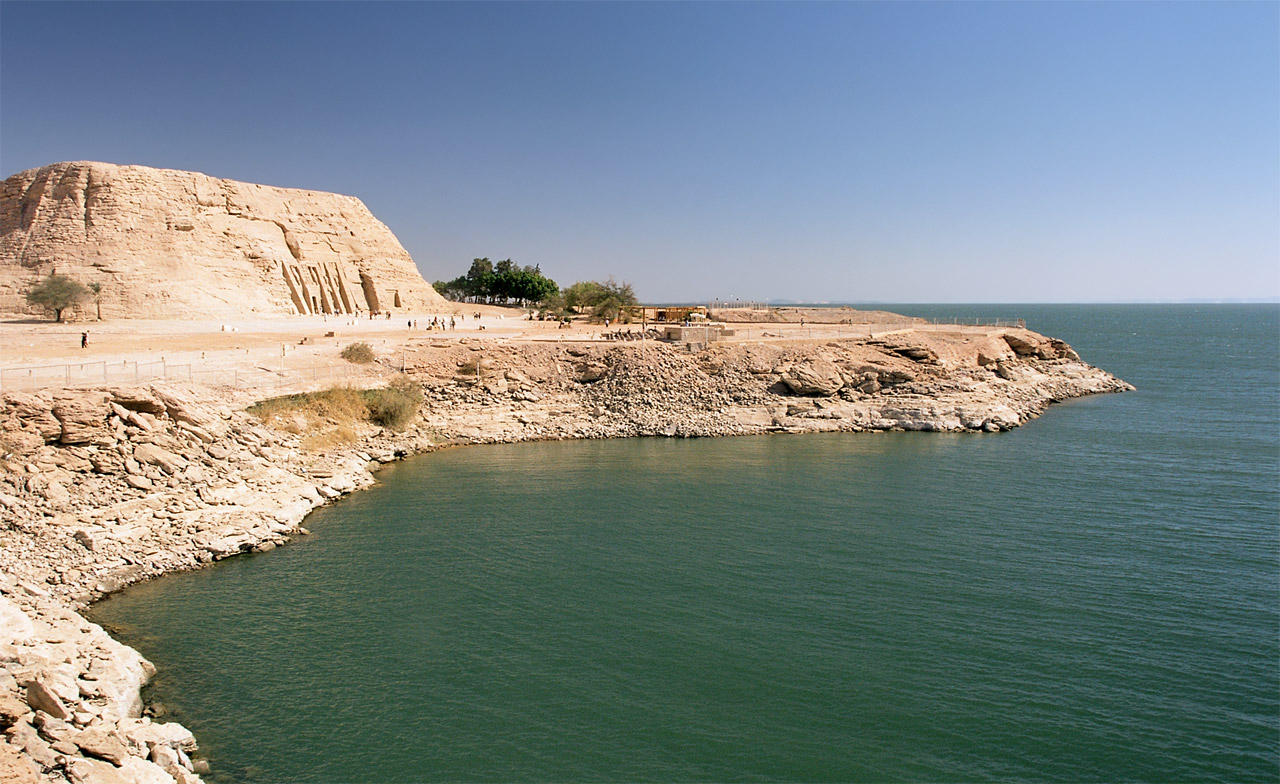
Az áttelepített Abu Szimbel-i templom

Szárazföldi út jelenleg nem létezik Szudán és Egyiptom között, mivel a határon fekvő földeken tilos az átjárás. A légi közlekedésen kívül csak a folyami hajók és kompok biztosítanak összeköttetést a két ország között.
A Nasszer-tó egyre élénkülő turistaforgalmat is vonz, elsősorban a sporthorgászok és a vitorlázók körében. A horgászok általában nílusi sügért (Lates niloticus) szeretnének fogni.

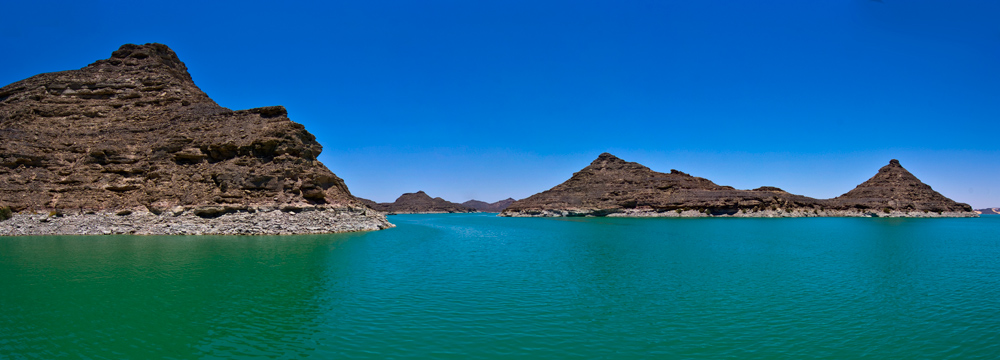
Panorámakép a Nasszer-tóról

## Külső hivatkozások
- UNESCO: A Common Trust
- Tour Egypt: Horgászat a Nasszer-tavon
- NASA: Lake Nasser
- Képek a Nasszer-tó környékéről
- A Nasszer-tó és környéke